# Miki Yamane
Miki Yamane (Japans: 山根 視来, Yamane Miki) (Yokohama, 22 december 1993) is een Japans voetballer die doorgaans als rechtsback speelt. Hij verruilde Shonan Bellmare in januari 2020 voor Kawasaki Frontale. Yamane debuteerde in 2021 in het Japans voetbalelftal.

## Clubcarrière
Yamane speelde tussen 2012 en 2015 in het team van de Toin Universiteit van Yokohama. Op 1 februari 2016 verbond hij zich aan voetbalclub Shonan Bellmare. Op 20 april 2016 debuteerde hij voor de ploeg in de beker tegen Júbilo Iwata. Yamane speelde uiteindelijk 100 wedstrijden voor de club uit Hiratsuka, voordat hij op 4 januari 2020 transfervrij overstapte naar topploeg Kawasaki Frontale. Met die ploeg werd hij tweemaal landskampioen en won hij eenmaal de beker van Japan en de supercup. Tevens werd hij in 2020 en 2021 verkozen in het J1 League team van het jaar.

## Interlandcarrière
Yamane speelde niet voor de Japanse jeugdelftallen. Op 25 maart 2021 debuteerde Yamane op 27-jarige leeftijd voor het Japans voetbalelftal in een vriendschappelijke interland tegen Zuid-Korea. Hij debuteerde onder bondscoach Hajime Moriyasu in de basis en maakte in de zestiende minuut zijn eerste treffer voor de nationale ploeg. Japan won de wedstrijd uiteindelijk met 3–0. Moriyasu nam Yamane op 1 november 2022 op in de definitieve selectie voor het WK 2022 in Qatar.
| Interlands van Miki Yamane voor Japan | Interlands van Miki Yamane voor Japan | Interlands van Miki Yamane voor Japan | Interlands van Miki Yamane voor Japan | Interlands van Miki Yamane voor Japan | Interlands van Miki Yamane voor Japan |
| No.                                   | Datum                                 | Wedstrijd                             | Uitslag                               | Competitie                            | Bijz.                                 |
| Als speler van Kawasaki Frontale      | Als speler van Kawasaki Frontale      | Als speler van Kawasaki Frontale      | Als speler van Kawasaki Frontale      | Als speler van Kawasaki Frontale      | Als speler van Kawasaki Frontale      |
| ------------------------------------- | ------------------------------------- | ------------------------------------- | ------------------------------------- | ------------------------------------- | ------------------------------------- |
| 1                                     | 25 maart 2021                         | Japan – Zuid-Korea                    | 3 – 0                                 | Vriendschappelijk                     | Goal                                  |
| 2                                     | 7 juni 2021                           | Japan – Tadzjikistan                  | 4 – 1                                 | WK 2022 kwalificatie                  |                                       |
| 3                                     | 11 juni 2021                          | Japan – Servië                        | 1 – 0                                 | Vriendschappelijk                     |                                       |
| 4                                     | 15 juni 2021                          | Japan – Kirgizië                      | 5 – 1                                 | WK 2022 kwalificatie                  |                                       |
| 5                                     | 11 november 2021                      | Vietnam – Japan                       | 0 – 1                                 | WK 2022 kwalificatie                  |                                       |
| 6                                     | 16 november 2021                      | Oman – Japan                          | 0 – 1                                 | WK 2022 kwalificatie                  |                                       |
| 7                                     | 24 maart 2022                         | Australië – Japan                     | 0 – 2                                 | WK 2022 kwalificatie                  |                                       |
| 8                                     | 29 maart 2022                         | Japan – Vietnam                       | 1 – 1                                 | WK 2022 kwalificatie                  |                                       |
| 9                                     | 2 juni 2022                           | Japan – Paraguay                      | 4 – 1                                 | Vriendschappelijk                     |                                       |
| 10                                    | 6 juni 2022                           | Japan – Brazilië                      | 0 – 1                                 | Vriendschappelijk                     |                                       |
| 11                                    | 10 juni 2022                          | Japan – Ghana                         | 4 – 1                                 | Vriendschappelijk                     | Goal                                  |
| 12                                    | 14 juni 2022                          | Japan – Tunesië                       | 0 – 3                                 | Vriendschappelijk                     |                                       |
| 13                                    | 19 juli 2022                          | Japan – Hongkong                      | 6 – 0                                 | Oost-Azië Cup 2022                    |                                       |
| 14                                    | 27 september 2022                     | Japan – Ecuador                       | 0 – 0                                 | Vriendschappelijk                     |                                       |
| 15                                    | 17 november 2022                      | Japan – Canada                        | 1 – 2                                 | Vriendschappelijk                     |                                       |
| 16                                    | 27 november 2022                      | Japan – Costa Rica                    | 0 – 1                                 | WK 2022 – Groepsfase                  |                                       |

## Erelijst
| Competitie        | Aantal            | Jaren             |
| Kawasaki Frontale | Kawasaki Frontale | Kawasaki Frontale |
| ----------------- | ----------------- | ----------------- |
| Landskampioen     | 2x                | 2020, 2021        |
| Beker van Japan   | 1x                | 2020              |
| Japanse Supercup  | 1x                | 2021              |